# Dandolo Candalés
Dandolo Rodríguez Candalés (Montevideo, 20 ottobre 1919 – Cile, 2004) è stato un calciatore e pittore uruguaiano, di ruolo difensore.
Secondo alcune fonti, che riportano una seconda dicitura del cognome, Candhales, sarebbe nato il 26 ottobre 1917.

## Carriera

### Giocatore
Giunto in Italia nel 1947, proveniente dalla formazione uruguaiana del Nacional, disputò il campionato con il Napoli che al termine della stagione retrocesse in Serie B, segnando la sua unica rete in Serie A il 2 maggio 1948 nella vittoria casalinga contro la Sampdoria per 3-1, la seconda per i partenopei in quella gara.
Un giocatore con il suo cognome risulta essere stato in campo nella gara del 14 dicembre 1941, quando il Nacional vinse per 10-0 nell'ultima giornata del campionato uruguayano appena conquistato.. 

## Pittore
Appassionato d'arte, fu pittore autodidatta; da piccolo la sua passione fu lo sport, che lo portò a gareggiare nel nuoto, nell'atletica vincendo 18 titoli e giocando nella nazionale dell'Uruguay; avrebbe avuto contatti con Papa Pio XII che l'avrebbe invitato a visitare il Vaticano. Ritiratosi dal calcio, si sarebbe trasferito a studiare a Parigi. Tornò quindi in Uruguay, dove espose le sue opere eseguite in Francia nella sala del Palacio Salvo ed alla Galeria Moretti; quindi i suoi quadri arrivarono al Salon Nacional de Arte de Montevideo. Nel 1958 inizia un giro del mondo, durante le quali compì alcune esposizioni ed una serie di ritratti.